# Miss You (пісня The Rolling Stones)
Miss You — пісня англійського рок-гурту The Rolling Stones, випущена на лейблі Rolling Stones Records у травні 1978 року. Вона була випущена як перший сингл за місяць до виходу альбому Some Girls. «Miss You» була написана Міком Джаггером і Кітом Річардсом.
Пісня посіла 1-ше місце в хіт-параді Billboard Hot 100 і 3-тє місце в UK Singles Chart. Розширена версія (Special Disco Version) була випущена як перший танцювальний ремікс гурту на 12-дюймовому синглі.
У 2010 році журнал Rolling Stone поставив Miss You на 498-ме місце у своєму списку 500 найкращих пісень усіх часів. З 2004 року пісня опустилася на дві позиції з 496-го місця.

## Учасники запису

### Учасники The Rolling Stones
- Мік Джаггер — вокал, бек-вокал, гітара
- Кіт Річардс — гітара, бек-вокал
- Ронні Вуд — гітара, бек-вокал
- Білл Ваймен — бас-гітара
- Чарлі Воттс — ударні

### Запрошені музиканти
- Іен Маклеген[en] — електропіаніно
- Мел Коллінз — саксофон
- Sugar Blue — гармоніка